# Hara Takashi
Hara Takashi (原 敬 (Nguyên Kính)  9 tháng 2 năm 1856 – 4 tháng 11 năm 1921) là chính trị gia người Nhật và là Thủ tướng Nhật Bản thứ 10 từ 29 tháng 9 năm 1918 cho đến khi ông bị ám sát vào 4 tháng 11 năm 1921. Ông còn được gọi không chính thức là Hara Kei. Ông là thường dân đầu tiên được bổ nhiệm vào chức vụ Thủ tướng Nhật Bản, với chức danh không chính thức là "thủ tướng thường dân" (平民宰相 (bình dân tể tương) heimin saishō). Ông còn là Thủ tướng Nhật Bản đầu tiên theo Công giáo.